# Lord ciambellano
Il lord ciambellano (in inglese Lord Chamberlain of the Household) è uno degli ufficiali a capo della corte reale del Regno Unito, e non è da confondere con il lord gran ciambellano, uno dei Grandi ufficiali dello Stato inglesi.
Il lord ciambellano è sovente appartenente alla nobiltà del paese e anche consigliere privato del monarca, e prima del 1782 era anche un rango di Gabinetto. Sino al 1924 la posizione era anche politica. Il lord ciambellano è il funzionario capo della corte, ed è generalmente responsabile dell'organizzazione delle funzioni di corte; è considerato "senior official" della casa reale.
Oltre che ufficiale della corte inglese, il lord ciambellano è anche segretario privato del sovrano.
Anche in Danimarca troviamo la figura di un lord ciambellano, detto Hofmarskallen (maresciallo di corte) che ricopre un ruolo molto simile a quello inglese.

## La censura teatrale
Dal 1737 al 1968 il lord ciambellano aveva inoltre il ruolo di censore delle riviste teatrali dei quartieri della città di Londra, di Westminster, e di alcune altre aree della capitale. Questo ruolo gli consentiva di sovrintendere alle rappresentazioni teatrali, la cui presenza era legata al suo ufficio.
Questo incarico specifico venne abolito nel 1968.

## Lord ciambellani (1485-oggi)
- Sir William Stanley (1485–1508)
- Charles Somerset, I conte di Worcester (1508–26)
- William FitzAlan, XVIII conte di Arundel (1526–30)
- William Sandys, I barone Sandys delle Vyne (1530–35)
- William Paulet, I marchese di Winchester (1535–50)
- Thomas Wentworth, I barone Wentworth (1550–51)
- Thomas d'Arcy, I barone Darcy di Cliche (1551–53)
- John Williams, I barone Williams de Thame (1553–57)
- William Howard, I barone Howard di Effingham (1557–72)
- Thomas Radcliffe, III conte di Sussex (1572–85)
- Henry Carey, I barone Hunsdon (1585–96)
- William Brooke, 10º barone Cobham (1596–97)
- George Carey, II barone Hunsdon (1597–1603)
- Thomas Howard, I conte di Suffolk (1603–13)
- Robert Carr, I conte di Somerset (1613–15)
- William Herbert, III conte di Pembroke (1615–25)
- Philip Herbert, IV conte di Pembroke (1625–41)
- Robert Devereux, III conte di Essex (1641–42)
- Edward Sackville, IV conte di Dorset (1642–49)

Commonwealth e Protettorati (1649–60)
- Edward Montagu, II conte di Manchester (1660–71)
- Henry Jermyn, I conte di St Albans (1671–74)
- Henry Bennet, I conte di Arlington (1674–85)
- Robert Bruce, I conte di Ailesbury (1685)
- John Sheffield, I duca di Buckingham e Normanby (1685–89)
- Charles Sackville, VI conte di Dorset (1689–97)
- Robert Spencer, II conte di Sunderland (1697)

L'incarico fu vacante dal 1697 al 1699 anche se il Re Guglielmo III d'Inghilterra non aveva accettato le dimissioni del conte di Sunderland.
- Charles Talbot, I duca di Shrewsbury (1699–1700)
- Edward Villiers, I conte di Jersey (1700–04)
- Henry Grey, I duca di Kent (1704–10)
- Charles Talbot, I duca di Shrewsbury (1710–15)
- Charles Paulet, II duca di Bolton (1715–17)
- Thomas Pelham-Holles, I duca di Newcastle-upon-Tyne (1717–24)
- Charles FitzRoy, II duca di Grafton (1724–57)
- William Cavendish, IV duca del Devonshire (1757–62)
- George Spencer, IV duca di Marlborough (1762–63)
- Granville Leveson-Gower, I marchese di Stafford (1763–65)
- William Cavendish-Bentinck, III duca di Portland (1765–66)
- Francis Seymour-Conway, I marchese di Hertford (1766–82)
- George Montagu, IV duca di Manchester (1782–83)
- Francis Seymour-Conway, I marchese di Hertford (1783)
- James Cecil, I marchese di Salisbury (1783–1804)
- George Legge, III conte di Dartmouth (1804–10)

vacante dal 1810 al 1812
- Francis Seymour-Conway, II marchese di Hertford (1812–21)
- James Graham, III duca di Montrose (1821–27)
- William Cavendish, VI duca del Devonshire (1827–28)
- James Graham, III duca di Montrose (1828–30)
- George Child Villiers, V conte di Jersey (1830)
- William Cavendish, VI duca di Devonshire (1830–34)
- George Child-Villiers, V conte di Jersey (1834–35)
- Richard Wellesley, I marchese Wellesley (1835)
- Francis Conyngham, II marchese Conyngham (1835–39)
- Henry Paget, II marchese di Anglesey (1839–41)
- George Sackville-West, V conte De La Warr (1841–46)
- Frederick Spencer, IV conte Spencer (1846–48)
- John Campbell, II marchese di Breadalbane (1848–52)
- Brownlow Cecil, II marchese di Exeter (1852)
- John Campbell, II marchese di Breadalbane (1853–58)
- George Sackville-West, V conte De La Warr (1858–59)
- John Townshend, I conte Sydney (1859–66)
- Orlando Bridgeman, III conte di Bradford (1866–68)
- John Townshend, I conte Sydney (1868–74)
- Francis Seymour, V marchese di Hertford (1874–79)
- William Edgcumbe, IV conte di Mount Edgcumbe (1879–80)
- Valentine Browne, IV conte di Kenmare (1880–85)
- Edward Bootle-Wilbraham, I conte di Lathom (1885–86)
- Valentine Browne, IV conte di Kenmare (1886)
- Edward Bootle-Wilbraham, I conte di Lathom (1886–92)
- Robert Wynn Carrington, I marchese di Lincolnshire (1892–95)
- Edward Bootle-Wilbraham, I conte di Lathom (1895–98)
- John Hope, I marchese di Linlithgow (1898–1900)
- Edward Villiers, V conte di Clarendon (1900–05)
- Charles Spencer, VI conte Spencer (1905–12) (dal 1910, VI conte Spencer)
- William Mansfield, I visconte Sandhurst (1912–21) (dal 1917, come I Visconte Sandhurst)
- John Stewart-Murray, VIII duca di Atholl (1921–22)
- Rowland Baring, II conte di Cromer (1922–38)
- George Villiers, VI conte di Clarendon (1938–52)
- Lawrence Lumley, XI conte di Scarbrough (1952–63)
- Cameron Fromanteel Cobbold, I barone Cobbold (1963–71)
- Charles Maclean di Duart, barone Maclean (1971–84)
- David Ogilvy, XIII conte di Airlie (1984–31 dicembre 1997)
- Ralph Stonor, VII barone Camoys (1º gennaio 1998–31 maggio 2000)

vacante dal 31 maggio al 1º ottobre 2000
- Richard Luce, barone Luce (1º ottobre 2000–11 ottobre 2006)
- William Peel, III conte Peel (12 ottobre 2006-31 marzo 2021)
- Andrew Parker, barone Parker di Minsmere (1º aprile 2021- in carica)